# Pericallia matherana
Pericallia matherana là một loài bướm đêm thuộc phân họ Arctiinae, họ Erebidae.